# Rafael Alcântara do Nascimento
Rafael Alcántara do Nascimento (sinh ngày 12 tháng 2 năm 1993), thường được gọi là Rafinha, là một cầu thủ bóng đá người Brasil đang chơi vị trí tiền vệ tấn công cho câu lạc bộ Qatar, Al-Arabi và đội tuyển bóng đá quốc gia Brasil.
Anh bắt đầu sự nghiệp của mình với Barcelona, trận đấu ra mắt của anh với đội đầu tiên vào năm 2011. Sau một bản hợp đồng cho mượn tại Celta, anh chơi trận đầu tiên La Liga trận đấu cho câu lạc bộ cũ vào năm 2014.
Rafinha mang cả hai quốc tịch Tây Ban Nha và Brazil ở cấp độ trẻ, trước khi ra mắt ở đội tuyển vào năm 2015.

## Sự nghiệp câu lạc bộ
Sinh ra ở São Paulo, Brazil, Rafinha gia nhập đội trẻ Barcelona ở tuổi 13. Vào ngày 08 tháng 1 năm 2011 anh đã bắt đầu sự nghiệp chuyên nghiệp của mình từ đội Barca B khi vào sân thay thế cho Jonathan dos Santos trong phút thứ 55, tỉ số khi ấy là 2-1 nghiêng về Girona FC tại giải hạng 2 TBN. Một tuần sau, một lần nữa ra sân từ băng ghế dự bị, anh đã ghi bàn thắng đầu tiên trong chiến thắng 3-2 tại UD Salamanca.
Rafinha có trận ra mắt tại đội một Barcelona vào ngày 09 tháng 11 năm 2011, thay thế vị trí của Cesc Fabregas trong 15 phút cuối trận với CLB L'Hospitalet tại Copa del Rey. Anh kết thúc mùa giải với 39 trận trong đó có 35 lần ra sân chính thức và 8 bàn thắng cho đội nhà.
Vào ngày 27 tháng 6 năm 2013, Rafinha gia hạn hợp đồng với Barca, anh ở lại CLB cho đến năm 2016. Một vài tuần sau đó, anh đã được Barca cho Celta de Vigo mượn để tích lũy kinh nghiệm. Mùa giải 2014-15, anh cùng với Barcelona đoạt cú ăn ba sau khi vô địch La Liga, Copa del Rey và Champions League.

## Sự nghiệp quốc tế
Rafinha chơi cho Tây Ban Nha ở cấp độ trẻ cho ba đội khác nhau. Vào ngày 29 tháng 2 năm 2012, anh đã ghi bàn trong những phút đầu tiên của chiến thắng 2-1 tại trận giao hữu với Pháp ở Meaux.
Cuối năm đó Rafinha đã quyết định chơi cho tuyển Brazil, tiếp tục đại diện cho đội U-20 tại Giải U-23 vô địch Nam Mỹ ở Argentina.
Vào tháng 9 năm 2015, Rafinha đã được gọi lên đội tuyển quốc gia bởi huấn luyện viên Dunga cho trận giao hữu với Costa Rica và Mỹ.

## Thống kê sự nghiệp

### Câu lạc bộ
Tính đến 3 tháng 4 năm 2017
| Câu lạc bộ          | Mùa giải            | Giải đấu | Giải đấu | Copa del Rey | Copa del Rey | Châu Âu | Châu Âu | Khác | Khác | Tổng cộng | Tổng cộng |
| Câu lạc bộ          | Mùa giải            | Trận     | Bàn      | Trận         | Bàn          | Trận    | Bàn     | Trận | Bàn  | Trận      | Bàn       |
| ------------------- | ------------------- | -------- | -------- | ------------ | ------------ | ------- | ------- | ---- | ---- | --------- | --------- |
| Barcelona B         | 2010–11             | 9        | 1        | —            | —            | —       | —       | —    | —    | 9         | 1         |
| Barcelona B         | 2011–12             | 39       | 8        | —            | —            | —       | —       | —    | —    | 39        | 8         |
| Barcelona B         | 2012–13             | 36       | 11       | —            | —            | —       | —       | —    | —    | 36        | 11        |
| Barcelona B         | Tổng cộng           | 84       | 20       | —            | —            | —       | —       | —    | —    | 84        | 20        |
| Barcelona           | 2011–12             | 0        | 0        | 1            | 0            | 1       | 0       | 0    | 0    | 2         | 0         |
| Barcelona           | 2012–13             | 0        | 0        | 0            | 0            | 1       | 0       | 0    | 0    | 1         | 0         |
| Barcelona           | Tổng cộng           | 0        | 0        | 1            | 0            | 2       | 0       | 0    | 0    | 3         | 0         |
| Celta (mượn)        | 2013–14             | 32       | 4        | 1            | 0            | —       | —       | —    | —    | 33        | 4         |
| Celta (mượn)        | Tổng cộng           | 32       | 4        | 1            | 0            | —       | —       | —    | —    | 33        | 4         |
| Barcelona           | 2014–15             | 24       | 1        | 6            | 1            | 6       | 0       | —    | —    | 36        | 2         |
| Barcelona           | 2015–16             | 6        | 1        | 1            | 0            | 2       | 0       | 2    | 1    | 11        | 2         |
| Barcelona           | 2016–17             | 18       | 6        | 4            | 1            | 6       | 0       | 0    | 0    | 28        | 7         |
| Barcelona           | Tổng cộng           | 48       | 8        | 11           | 2            | 14      | 0       | 2    | 1    | 73        | 11        |
| Tổng cộng sự nghiệp | Tổng cộng sự nghiệp | 164      | 32       | 13           | 2            | 16      | 0       | 2    | 1    | 196       | 36        |

Chú thích

### Bàn thắng quốc tế
Bàn thắng và kết quả của Brasil được để trước:
| #  | Ngày               | Địa điểm                                  | Đối thủ | Bàn thắng | Kết quả | Giải đấu |
| -- | ------------------ | ----------------------------------------- | ------- | --------- | ------- | -------- |
| 1. | 8 tháng 9 năm 2015 | Sân vận động Gillette, Foxborough, Hoa Kỳ | Hoa Kỳ  | 3–0       | 4–1     | Giao hữu |